# Neuhaus (Schliersee)
Neuhaus (ⓘ) ist ein Gemeindeteil des Marktes Schliersee im Landkreis Miesbach (Oberbayern, Bayern).

## Geographie
Das Pfarrdorf liegt im Alpenvorland südlich des Schliersees, zwischen Fischhausen am Südufer des Schliersees und Josefsthal im Süden, mit dem es baulich verbunden ist. Südlich befinden sich die Berge Brecherspitz, Spitzingsee-Plateau und Jägerkamp.

## Geschichte
Als Tor zum Skigebiet Spitzingsee war Neuhaus vor und nach dem Zweiten Weltkrieg wichtige Bahnstation, vom Gemeindeteil Josefsthal aus führte eine Seilbahn zum Spitzingsee hinauf. Später kamen viele Jugendliche nach Neuhaus, nachdem sowohl die katholische wie auch die evangelische Kirche dort Jugend-Seminarhäuser gegründet hatten.

## Sehenswürdigkeiten
Etliche Gebäude des Ortes stehen unter Denkmalschutz, siehe Liste der Baudenkmäler in Neuhaus.
Am Nordrand liegt das Markus Wasmeier Bauernhof- und Wintersportmuseum. Das Freilichtmuseum widmet sich dem bäuerlichen Leben zu Anfang des 18. Jahrhunderts. Alte Bauernhöfe aus dem bayerischen Oberland wurden dafür am Originalstandort abgebaut, restauriert und im Museum wieder aufgebaut.
Beliebt ist die kurze Wanderung zu den Josefsthaler Wasserfällen. Mit 12 Metern Fallhöhe gehört der Wasserfall zu den Sehenswürdigkeiten am Schliersee.

## Verkehr
Durch den Ort führt die Bundesstraße 307.
Der Haltepunkt Fischhausen-Neuhaus liegt an der Bahnstrecke Schliersee–Bayrischzell (BOB) am Nordrand. Den Anschluss zum Spitzingsee stellen Linienbusse der Regionalverkehr Oberbayern her.
Von 1919 bis 1922 war der Bahnhof Ausgangspunkt der Neuhauser Bockerlbahn, mit der 290.000 Festmeter Windwurfholz abtransportiert wurden. Auf der Trasse verläuft heute der Bockerlbahnweg.

## Persönlichkeiten
- Eduard Arnhold (1849–1925) (Unternehmer, Mäzen, Philanthrop), starb in Neuhaus
- Paul Winter (1894–1970) (Komponist), lebte ab 1948 für kurze Zeit in Neuhaus
- Hans Frank (1900–1946) (1945 in Neuhaus verhafteter NS-Politiker und Kriegsverbrecher)
- Heinrich Jonen (1901–1960) (Filmproduzent), starb in Neuhaus
- Curd Jürgens (1915–1982) (Schauspieler), wohnte eine Zeit lang in Neuhaus
- Gerhard Polt (* 1942) (Kabarettist, Autor, Fernseh- und Filmschauspieler), lebt in Neuhaus